# Racine Legion
Los Racine Legion fue un equipo de fútbol profesional de la NFL con sede en Racine, Wisconsin de 1922 a
1924. Su nombre oficial fue el Horlick-Racine Legión.
Posteriormente, el equipo funcionó como Racine Tornadoes en 1926.
En 1915, los Racine Regulars formaron el primer equipo semi-profesional importante de Wisconsin. Jugaron principalmente contra equipos de
Illinois e Indiana. El equipo llegó a ser conocido como Racine Battery C en 1916 después de que muchos de los jugadores se unieron
a la primera reserva de la batería de artillería de Wisconsin C.
A causa de la Primera Guerra Mundial y de la pandemia de gripe de 1918, el equipo tomó un descanso. Se reorganizó en 1919 con el patrocinio local de la Legión Estadounidense y William Horlick, presidente de la compañía de leche malteada.
El equipo reorganizado era conocido como Horlick-Racine Legion.
En 1922, la American Professional Football Association cambió su nombre a National Football League. Racine, ahora conocido simplemente
como Racine Legion, fue como uno de los cuatro nuevos miembros equipos admitidos en esa temporada.
Dirigido por el fullback-kicker Hank Gillo, que encabezó la liga en anotación con 52 puntos, Racine terminó sexto en la liga de 18 equipos
con una marca de 6-4-1. A pesar de dos temporadas más respetables, el equipo no logró interesar a los aficionados. En 1925, la franquicia
fue entregada a la Racine Exchange Club, pero estuvo inactivo esa temporada.
Ante la amenaza de Red Grange de irse a American Football League en 1926, la NFL estaba ansiosa por
conseguir tantos equipos y jugadores como sea posible mantenerlos alejados de la AFL. La franquicia de Racine se reactivó. El equipo, que
ahora se llamó Tornadoes, tenía un buen número de los mismos jugadores que Legión. Después de ganar su primer juego, perdido cuatro
partidos en fila y se disolvió a finales de octubre.

## Temporadas
| [ 2 ]     | Año  | V                       | D                       | E                       | Resultado               | Entrenador(es)              |
| --------- | ---- | ----------------------- | ----------------------- | ----------------------- | ----------------------- | --------------------------- |
| Legion    | 1922 | 6                       | 4                       | 1                       | 6.º                     | Babe Ruetz                  |
| Legion    | 1923 | 4                       | 4                       | 2                       | 9.º                     | Babe Ruetz                  |
| Legion    | 1924 | 4                       | 3                       | 3                       | 7.º                     | Babe Ruetz                  |
| Legion    | 1925 | Operaciones Suspendidas | Operaciones Suspendidas | Operaciones Suspendidas | Operaciones Suspendidas | Operaciones Suspendidas     |
| Tornadoes | 1926 | 1                       | 4                       | 0                       | 16.º                    | Shorty Barr, Wally McIlwain |